# Wikana (firma)

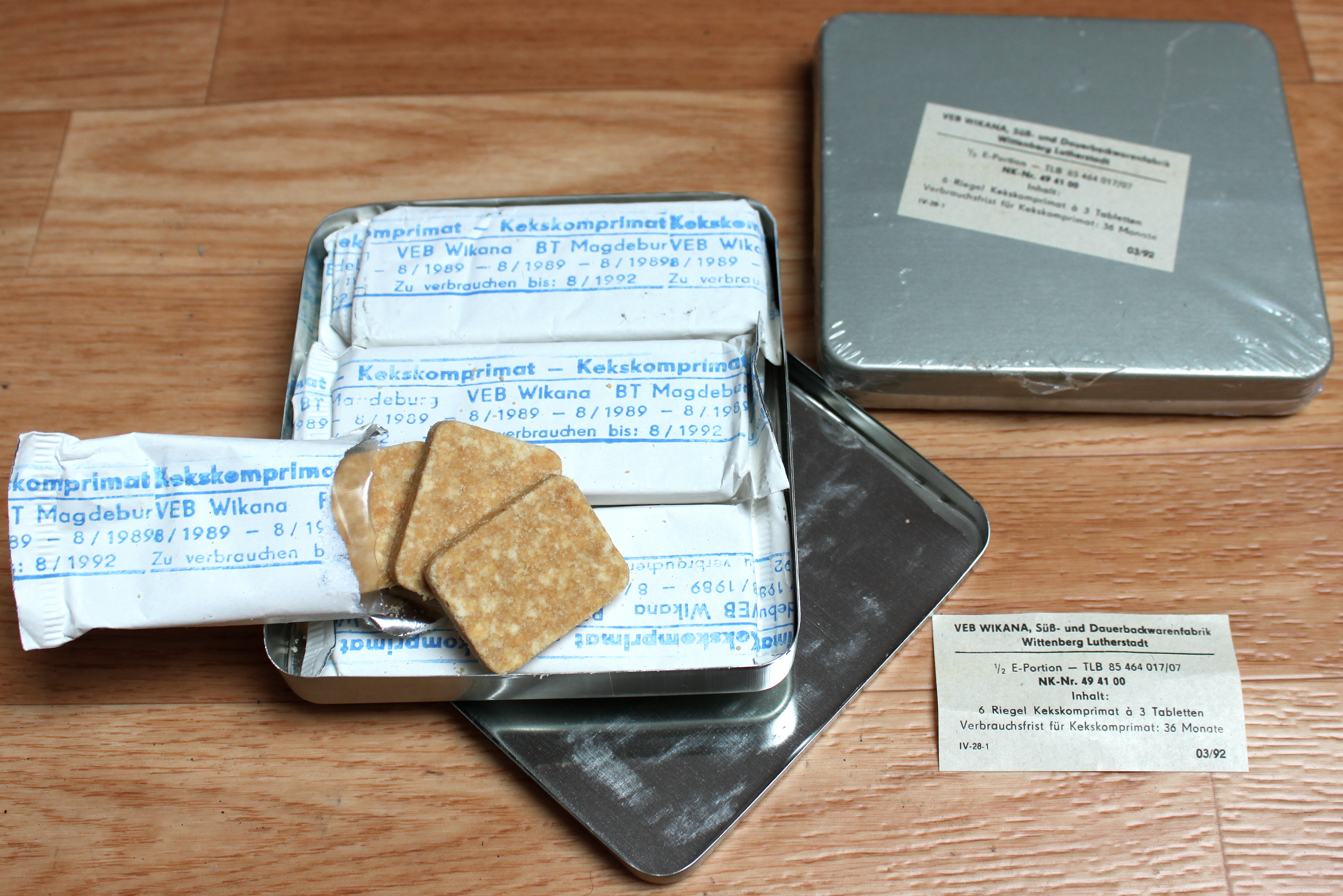
Sušenky Wikana používané při manévrech NVA

Wikana Keks- und Nahrungsmittel GmbH je německá sušenkárna se sídlem v Wittenbergu. Funguje od roku 1906. Mezi její výrobky patří sušenky Wickies, Wikinger, Winner, Lutherbrodt či Othello-Kekse.

## Historie
Firma vznikla v roce 1906 pod jménem Kant Chokoladenfabrik AG. Během druhé světové války byla její výroba pozastavena, ale po válce obnovila činnost. V roce 1950 byla začleněna do firmy Nadena. O tři roky později byla společnost znárodněna a byla přejmenována na VEB Süßwarenfabrik Nadena Kant. 
Firma byla druhou největší sušenkárnou v NDR. V roce 1989 zaměstnávala okolo 500 lidí. Po změně politického systému v NDR ztratila svého největšího odběratele Národní lidovou armádu. Navíc se objevila silná západoněmecká konkurence, což vyústilo v uzavření sušenkárny. 
V roce 1992 však byla výroba s 20 původními zaměstnanci obnovena. V současné době ve firmě pracuje 72 zaměstnanců. Nyní vyrobí až 3000 tun sušenek ročně.